# 小行星3797
小行星3797（3797 Ching-Sung Yu）是一颗绕太阳运转的小行星，为主小行星带小行星。该小行星于1987年12月22日发现。

## 轨道参数
小行星3797的轨道半长轴为3.2174361 UA，离心率为0.149。